# Академик (баскетбольный клуб, София)
«Академик» — болгарский баскетбольный клуб из города София. В 2000 году спонсором команды стала российская нефтяная компания Лукойл, после чего к официальному названию прибавилась приставка с названием спонсора.

## Титулы
- Чемпион Болгарии: 1957, 1958, 1959, 1963, 1968, 1969, 1970, 1971, 1972, 1973, 1975, 1976, 2000, 2001, 2002, 2003, 2004, 2005, 2006, 2007, 2008, 2009, 2010, 2011, 2012, 2013, 2015, 2016, 2017

- Кубок Болгарии: 1952, 1954, 2002, 2003, 2004, 2006, 2007, 2008, 2011, 2012, 2013

- Кубок европейских чемпионов Финалист: 1958, 1959

## Сезоны
| Сезон   | Лига | Уровень | Рег. Чемп. | Плей-Офф | Еврокубки                                             |
| ------- | ---- | ------- | ---------- | -------- | ----------------------------------------------------- |
| 2012-13 | НБЛ  | 1       | 1          | Чемпион  | Четвертьфинал квалификации Евролиги Гр.этап Еврокубка |
| 2013-14 | НБЛ  | 1       | 1          | Финалист | Гр.этап Еврокубка                                     |
| 2014-15 | НБЛ  | 1       | -          | -        | Гр.этап Еврочелленджа                                 |